# Első generációs vadászrepülőgép

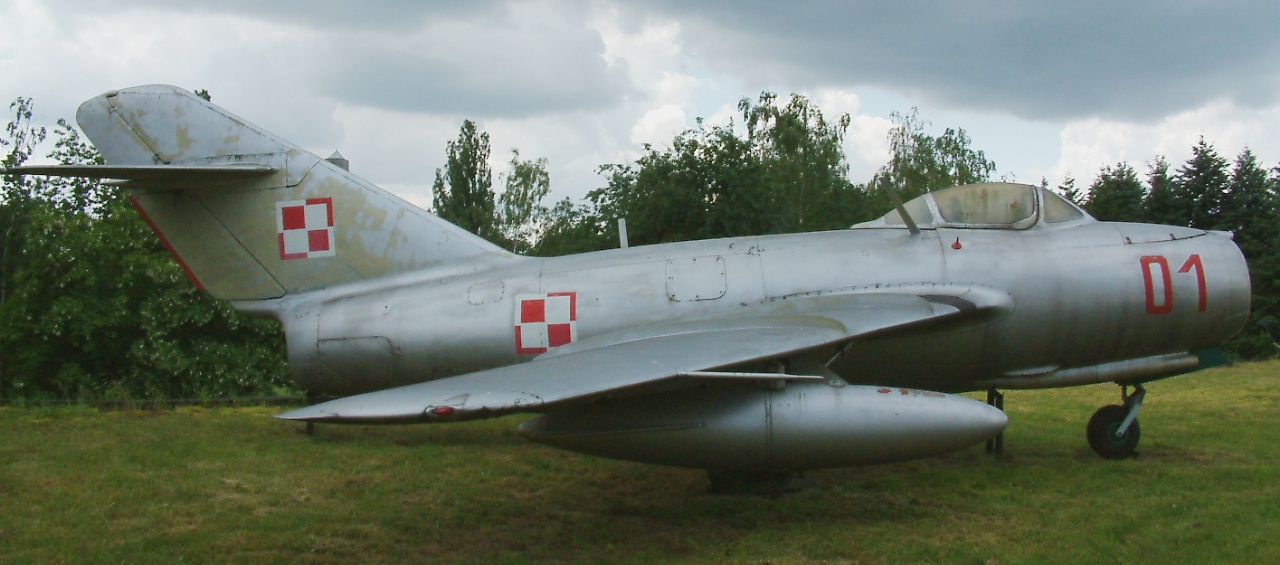
A MiG–15 lengyel felségjelzéssel.

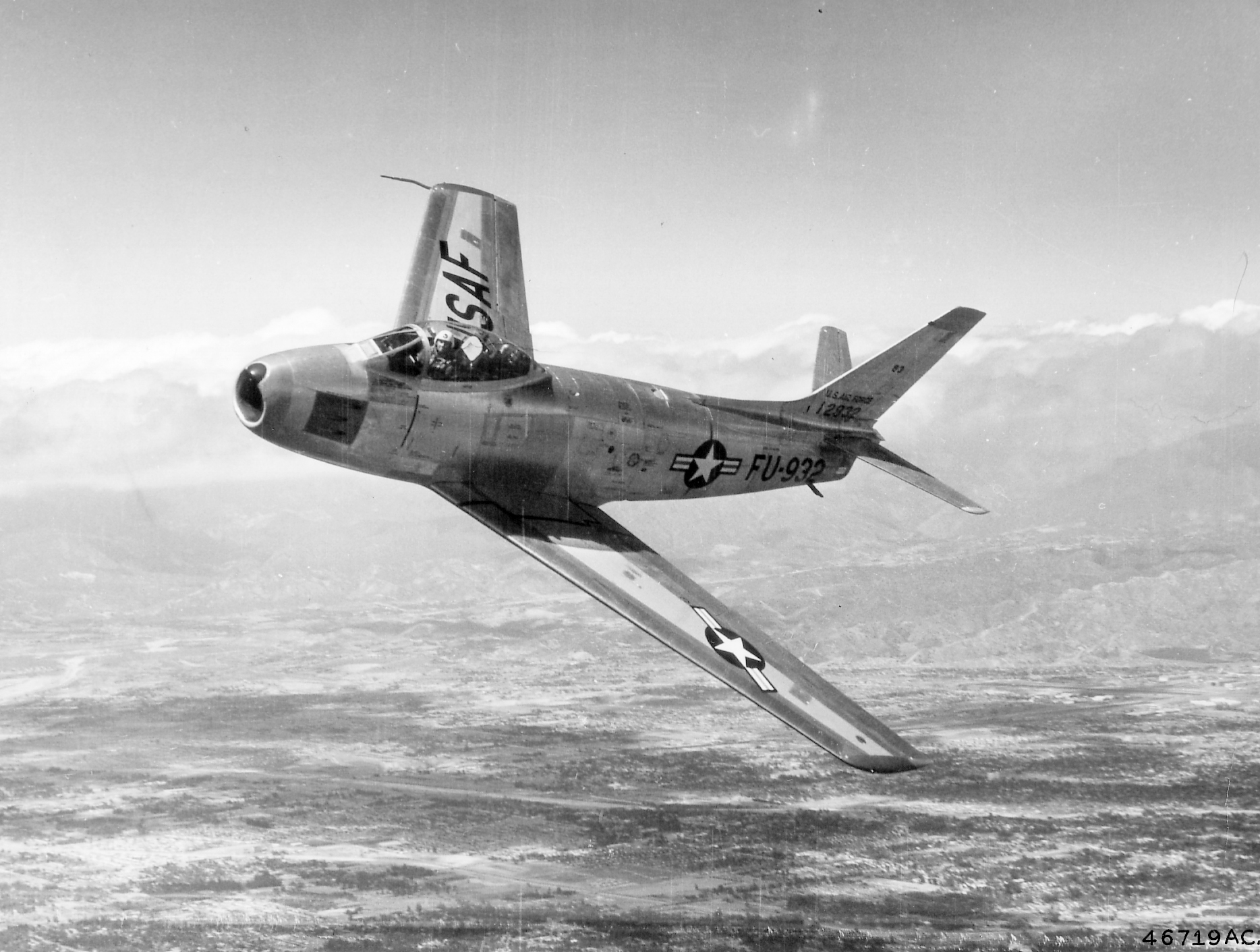
Amerikai F–86F Sabre vadászbombázó

Az első generációs vadászrepülőgépek a második világháború és az 1950-es évek közepe között kifejlesztett sugárhajtású vadászrepülőgépek voltak. Ezek a repülőgépek szubszonikusak voltak, azaz még nem tudták átlépni a hangsebességet. A második világháború sok repülőgépével ellentétben már teljesen fémből épültek, nem használtak fel bennük fát vagy textíliát. A világháborúban elterjedt géppuskák helyett szinte kizárólag a nehezebb, de nagyobb tömegű lövedékét messzebbre lőni képes gépágyúk alkották a beépített fegyverzetüket, emellett a szárnyak és a törzs alatt, hasonlóan a világháborús repülőgépekhez, nem irányított rakétákat és bombákat hordoztak. Szárnyuk, a korábban általánosan használt egyenes szárny helyett rendszerint nyilazott volt, ami lehetővé tette a nagyobb sebesség elérését. Első generációs vadászrepülőgépek napjainkban már sehol nem állnak rendszerben.
Jelentős típusok:
- Németország
  - He 280 – A világ első sugárhajtóműves vadászrepülőgépe (csak prototípus).
  - Me 262 – Az első sorozatban gyártott sugárhajtóműves típus.
  - He 162
  - Ho 229
- Franciaország
  - Dassault MD 450 Ouragan
  - Dassault MD 452 Mystère
  - Sud-Ouest S.O. 4050 Vautour
- Szovjetunió
  - MiG–15
  - MiG–17
  - La–15
- Svédország
  - Saab 29 Tunnan
  - Saab 32 Lansen
- Anglia
  - de Havilland Vampire
  - Hawker Hunter
  - Gloster Meteor
- Egyesült Államok
  - Lockheed P–80 Shooting Star
  - North American F–86 Sabre
  - Northrop F–89 Scorpion